# Conselleria per a la Recuperació Econòmica i Social de la Generalitat Valenciana
La Conselleria per a la Recuperació Econòmica i Social del Consell de la Generalitat Valenciana és un departament o conselleria creat ex professo a la XI Legislatura per tal de fer front als efectes de la Gota Freda de 2024 i que compta amb el rang de vicepresidència segona sota la direcció del conseller Francisco José Gan Pampols, un militar en la reserva.
Segons el decret de creació del nou organigrama del Consell presidit per Carlos Mazón (Partit Popular), la nova conselleria està encarregada de «la coordinació de totes les accions que siguen competència del Consell vinculades a la recuperació econòmica i social de la Comunitat Valenciana a conseqüència de la Gota freda d’octubre i novembre de 2024; així mateix, coordinarà les relacions amb l’Estat i amb qualsevol altra administració en tot el que tinga vinculació amb l’activitat de recuperació econòmica i social després de la dana de 2024».
Per a la realització d'aquestes tasques de coordinació la nova conselleria disposarà de l'estructura funcionarial de la Conselleria d'Hisenda i compta amb la figura d'un secretari autonòmic que va recaure en un altre militar, Venancio Aguado. La seu de la vicepresidència i conselleria s'estableix a l'edifici de La Cigonya, al passeig de l'Albereda de València.